# Eschscholzia lobbii
Eschscholzia lobbii är en vallmoväxtart som beskrevs av Edward Lee Greene. Eschscholzia lobbii ingår i släktet sömntutor, och familjen vallmoväxter. Inga underarter finns listade i Catalogue of Life.